# Södra Ölands odlingslandskap
Södra Ölands odlingslandskap är ett område omfattande 56 000 hektar på Öland. Marken, som har brukats sedan stenåldern (3000 f.Kr.-1800 f.Kr.),
har spår av betydande mänsklig aktivitet i form av byar, jordbruk och boskapsskötsel. 
Området sammanfaller med Mörbylånga kommun förutom de nordligaste socknarna Torslunda, Glömminge, Algutsrum och Norra Möckleby.
Marken på södra Öland utgörs främst av en kalkstensplatå. Vädret i området är varmt och torrt.
Uppdelningen i radbyar, åkrar och betesmarker som förekommer i landskapet skapades under medeltiden. I landskapet introducerades inga främmande växter och dessutom skedde ingen gödsling vid Stora alvaret samt på de tillhörande sjömarkerna.

## Ett världsarv
Södra Ölands odlingslandskap är av Unesco definierat som världsarv, av typen kulturarv.
| ” | Kriterium IV: Södra Ölands landskap har fått sitt nutida utseende från sin långa kulturhistoria, anpassat till den fysiska geologin och topografins omständigheter . | „ |

| ” | Kriterium V: Södra Öland är ett enastående exempel på mänsklig bosättning, där man maximerat användningen av de skilda landskapstyperna på en enskild ö. | „ |

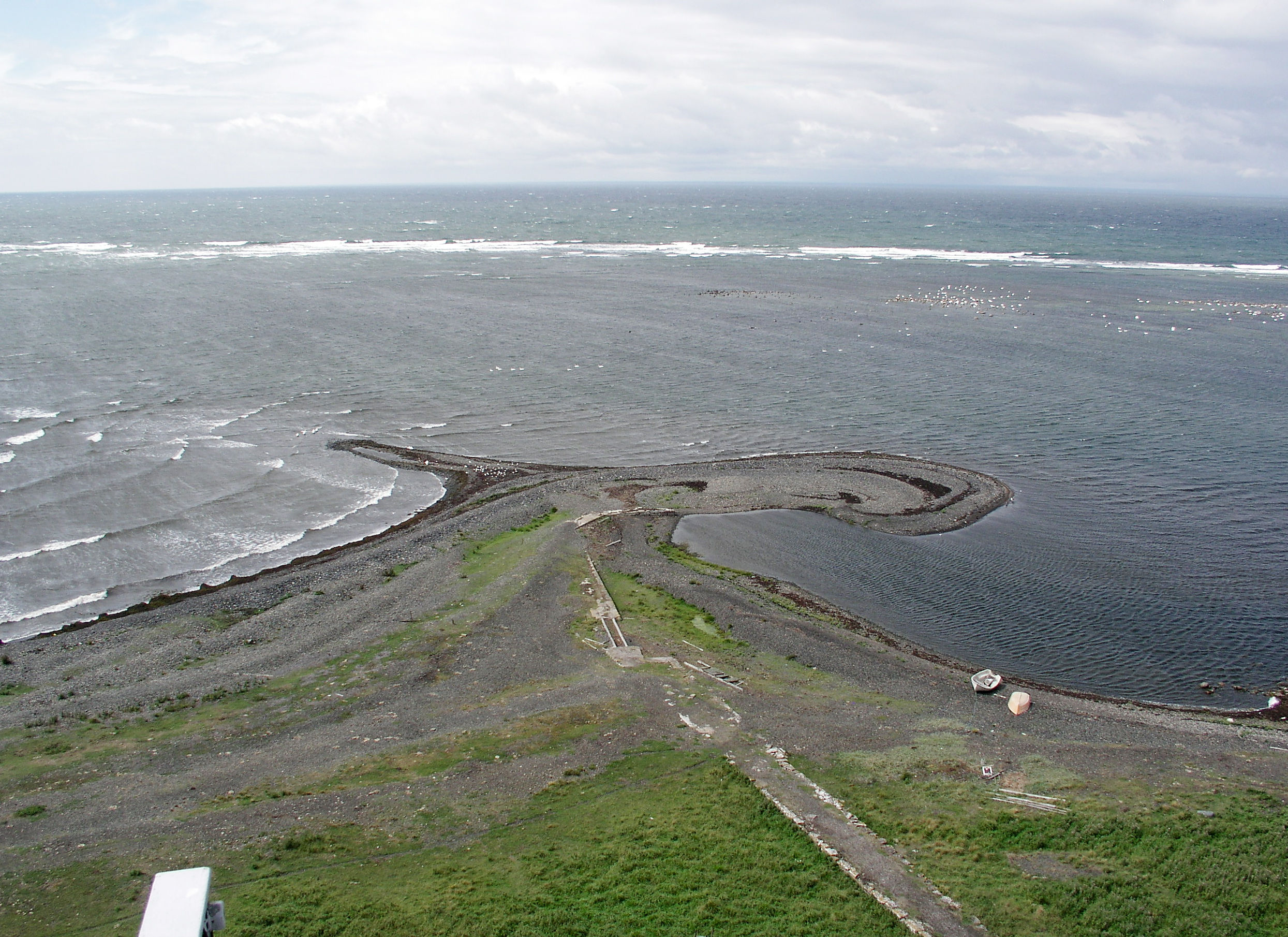
Ölands södra udde, sett från fyren Långe Jan
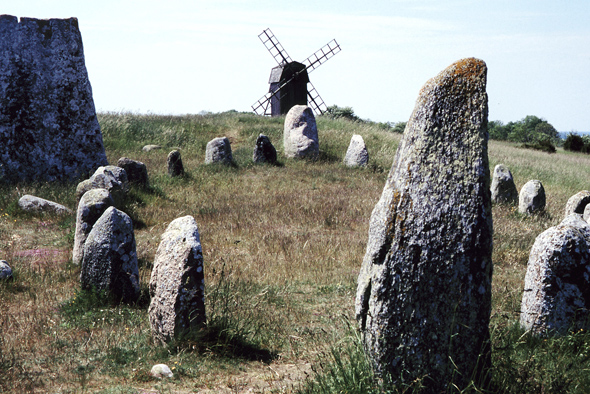
Gettlinge gravfält i Smedby socken
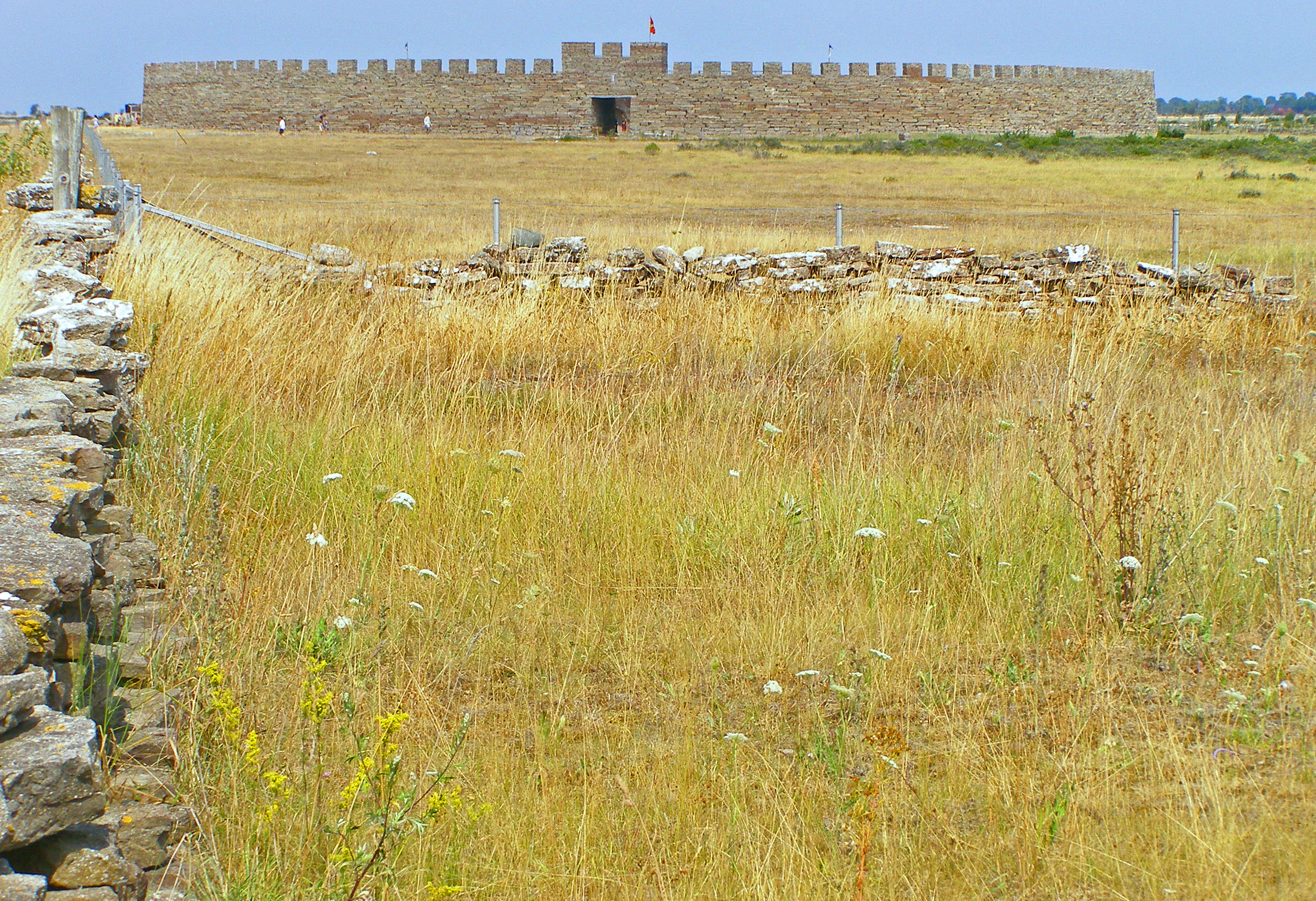
Stora Alvaret och Eketorp